# Calyptotis scutirostrum
Calyptotis scutirostrum är en ödleart som beskrevs av  Peters 1874. Calyptotis scutirostrum ingår i släktet Calyptotis och familjen skinkar. Inga underarter finns listade.